# Leandro Caruso
Leandro Rubén Caruso (ur. 14 lipca 1981 w Avellanedzie) – argentyński piłkarz pochodzenia włoskiego występujący na pozycji napastnika.